# Pattinaggio di figura ai XXII Giochi olimpici invernali - Pattinaggio di figura a coppie
Le gare di Pattinaggio di figura a coppie ai XXII Giochi olimpici invernali si sono svolte l'11 (programma corto) e il 12 febbraio 2014 (programma libero) all'Iceberg skating palace, a Soči.
La medaglia d'oro è stata vinta dalla coppia russa Tat'jana Volosožar e Maksim Tran'kov, seguiti dai connazionali Ksenija Stolbova e Fëdor Klimov e dai tedeschi Aliona Savchenko e Robin Szolkowy.

## Risultati

### Programma corto
| Pos.                                           | Atleta                                  | Nazione       | TSS   | TES   | PCS   | SS   | TR   | PE   | CH   | IN   | Ded   | StN |
| ---------------------------------------------- | --------------------------------------- | ------------- | ----- | ----- | ----- | ---- | ---- | ---- | ---- | ---- | ----- | --- |
| 1                                              | Tat'jana Volosožar / Maksim Tran'kov    | Russia        | 84,17 | 45,46 | 38,71 | 9,61 | 9,39 | 9,79 | 9,71 | 9,89 | 0,00  | 17  |
| 2                                              | Aliona Savchenko / Robin Szolkowy       | Germania      | 79,64 | 43,46 | 36,18 | 8,93 | 8,79 | 9,29 | 9,11 | 9,11 | 0,00  | 15  |
| 3                                              | Ksenija Stolbova / Fëdor Klimov         | Russia        | 75,21 | 41,46 | 33,75 | 8,46 | 8,11 | 8,61 | 8,39 | 8,61 | 0,00  | 13  |
| 4                                              | Pang Qing / Tong Jian                   | Cina          | 73,30 | 39,33 | 33,97 | 8,54 | 8,14 | 8,54 | 8,54 | 8,71 | 0,00  | 19  |
| 5                                              | Meagan Duhamel / Eric Radford           | Canada        | 72,21 | 39,70 | 32,51 | 8,11 | 8,18 | 8,14 | 8,14 | 8,07 | 0,00  | 14  |
| 6                                              | Kirsten Moore-Towers / Dylan Moscovitch | Canada        | 70,92 | 38,69 | 32,23 | 7,96 | 7,93 | 8,07 | 8,11 | 8,21 | 0,00  | 20  |
| 7                                              | Peng Cheng / Zhang Hao                  | Cina          | 70,59 | 40,89 | 29,70 | 7,64 | 7,18 | 7,39 | 7,43 | 7,50 | 0,00  | 4   |
| 8                                              | Vera Bazarova / Jurij Larionov          | Russia        | 69,66 | 37,49 | 32,17 | 8,00 | 7,75 | 8,18 | 8,11 | 8,18 | 0,00  | 18  |
| 9                                              | Marissa Castelli / Simon Shnapir        | Stati Uniti   | 67,44 | 37,87 | 29,57 | 7,29 | 7,25 | 7,50 | 7,46 | 7,46 | 0,00  | 6   |
| 10                                             | Vanessa James / Morgan Ciprès           | Francia       | 65,36 | 36,19 | 29,17 | 7,36 | 7,14 | 7,36 | 7,21 | 7,39 | 0,00  | 12  |
| 11                                             | Stefania Berton / Ondřej Hotárek        | Italia        | 63,57 | 32,90 | 30,67 | 7,54 | 7,57 | 7,61 | 7,86 | 7,75 | 0,00  | 16  |
| 12                                             | Maylin Wende / Daniel Wende             | Germania      | 59,25 | 33,20 | 27,05 | 6,93 | 6,57 | 6,68 | 6,75 | 6,89 | -1,00 | 9   |
| 13                                             | Paige Lawrence / Rudi Swiegers          | Canada        | 58,97 | 32,69 | 26,28 | 6,39 | 6,43 | 6,71 | 6,61 | 6,71 | 0,00  | 11  |
| 14                                             | Felicia Zhang / Nathan Bartholomay      | Stati Uniti   | 56,90 | 32,07 | 24,83 | 6,18 | 6,07 | 6,25 | 6,36 | 6,18 | 0,00  | 7   |
| 15                                             | Andrea Davidovich / Evgeni Krasnopolski | Israele       | 53,38 | 30,24 | 23,14 | 5,89 | 5,61 | 5,82 | 5,89 | 5,71 | 0,00  | 5   |
| 16                                             | Nicole Della Monica / Matteo Guarise    | Italia        | 51,64 | 30,76 | 21,88 | 5,57 | 5,25 | 5,46 | 5,64 | 5,43 | -1,00 | 2   |
| Coppie non qualificate per il programma libero |                                         |               |       |       |       |      |      |      |      |      |       |     |
| 17                                             | Miriam Ziegler / Severin Kiefer         | Austria       | 49,62 | 28,36 | 21,26 | 5,43 | 5,04 | 5,39 | 5,36 | 5,36 | 0,00  | 3   |
| 18                                             | Narumi Takahashi / Ryūichi Kihara       | Giappone      | 48,45 | 27,48 | 20,97 | 5,43 | 4,96 | 5,29 | 5,29 | 5,25 | 0,00  | 1   |
| 19                                             | Stacey Kemp / David King                | Gran Bretagna | 44,98 | 24,66 | 21,32 | 5,36 | 5,25 | 5,25 | 5,50 | 5,29 | -1,00 | 8   |
| 20                                             | Julija Lavrent'jeva / Jurij Rudyk       | Ucraina       | 44,30 | 23,33 | 20,97 | 5,39 | 4,93 | 5,29 | 5,36 | 5,25 | 0,00  | 10  |

### Programma libero
| Pos. | Atleta                                  | Nazione     | TSS    | TES   | PCS   | SS   | TR   | PE   | CH   | IN   | Ded   | StN |
| ---- | --------------------------------------- | ----------- | ------ | ----- | ----- | ---- | ---- | ---- | ---- | ---- | ----- | --- |
| 1    | Tat'jana Volosožar / Maksim Tran'kov    | Russia      | 152,69 | 74,86 | 77,83 | 9,61 | 9,46 | 9,82 | 9,79 | 9,96 | 0,00  | 14  |
| 2    | Ksenija Stolbova / Fëdor Klimov         | Russia      | 143,47 | 72,27 | 71,20 | 8,71 | 8,61 | 9,00 | 9,04 | 9,14 | 0,00  | 13  |
| 3    | Pang Qing / Tong Jian                   | Cina        | 136,58 | 67,62 | 68,96 | 8,57 | 8,43 | 8,57 | 8,71 | 8,82 | 0,00  | 15  |
| 4    | Aliona Savchenko / Robin Szolkowy       | Germania    | 136,14 | 66,95 | 71,19 | 8,96 | 8,79 | 8,64 | 9,04 | 9,07 | -2,00 | 16  |
| 5    | Kirsten Moore-Towers / Dylan Moscovitch | Canada      | 131,18 | 64,91 | 66,27 | 8,21 | 8,00 | 8,32 | 8,39 | 8,50 | 0,00  | 10  |
| 6    | Vera Bazarova / Jurij Larionov          | Russia      | 129,94 | 65,04 | 64,90 | 8,07 | 7,96 | 8,00 | 8,32 | 8,21 | 0,00  | 11  |
| 7    | Meagan Duhamel / Eric Radford           | Canada      | 127,32 | 64,25 | 64,07 | 8,00 | 8,11 | 7,93 | 8,07 | 7,93 | -1,00 | 9   |
| 8    | Peng Cheng / Zhang Hao                  | Cina        | 125,13 | 64,81 | 61,32 | 7,86 | 7,50 | 7,57 | 7,71 | 7,68 | -1,00 | 12  |
| 9    | Marissa Castelli / Simon Shnapir        | Stati Uniti | 120,38 | 61,25 | 59,13 | 7,39 | 7,29 | 7,43 | 7,46 | 7,39 | 0,00  | 6   |
| 10   | Stefania Berton / Ondřej Hotárek        | Italia      | 115,51 | 58,68 | 57,83 | 7,25 | 7,18 | 6,96 | 7,46 | 7,29 | -1,00 | 5   |
| 11   | Vanessa James / Morgan Ciprès           | Francia     | 114,07 | 57,74 | 58,33 | 7,39 | 7,18 | 7,21 | 7,39 | 7,29 | -2,00 | 7   |
| 12   | Felicia Zhang / Nathan Bartholomay      | Stati Uniti | 110,31 | 60,11 | 50,20 | 6,36 | 6,11 | 6,29 | 6,36 | 6,25 | 0,00  | 1   |
| 13   | Maylin Wende / Daniel Wende             | Germania    | 107,00 | 52,12 | 54,88 | 6,86 | 6,79 | 6,61 | 7,00 | 7,04 | -1,00 | 8   |
| 14   | Paige Lawrence / Rudi Swiegers          | Canada      | 103,01 | 53,83 | 50,18 | 6,36 | 6,18 | 6,11 | 6,39 | 6,32 | -1,00 | 2   |
| 15   | Andrea Davidovich / Evgeni Krasnopolski | Israele     | 94,35  | 48,22 | 47,13 | 5,96 | 5,82 | 5,79 | 6,07 | 5,82 | -1,00 | 4   |
| 16   | Nicole Della Monica / Matteo Guarise    | Italia      | 86,22  | 43,38 | 44,84 | 5,71 | 5,64 | 5,32 | 5,82 | 5,54 | -2,00 | 3   |

### Classifica finale
| Class                             | Pattinatrice         | Pattinatore         | Nazione       | Punti totali | PC | PC    | PL | PL     |
| --------------------------------- | -------------------- | ------------------- | ------------- | ------------ | -- | ----- | -- | ------ |
| Oro                               | Tat'jana Volosožar   | Maksim Tran'kov     | Russia        | 236,86       | 1  | 84,17 | 1  | 152,69 |
| Argento                           | Ksenija Stolbova     | Fëdor Klimov        | Russia        | 218,68       | 3  | 75,21 | 2  | 143,47 |
| Bronzo                            | Aliona Savchenko     | Robin Szolkowy      | Germania      | 215,78       | 2  | 79,64 | 4  | 136,14 |
| 4                                 | Pang Qing            | Tong Jian           | Cina          | 209,88       | 4  | 73,30 | 3  | 136,58 |
| 5                                 | Kirsten Moore-Towers | Dylan Moscovitch    | Canada        | 202,10       | 6  | 70,92 | 5  | 131,18 |
| 6                                 | Vera Bazarova        | Jurij Larionov      | Russia        | 199,60       | 8  | 69,66 | 6  | 129,94 |
| 7                                 | Meagan Duhamel       | Eric Radford        | Canada        | 199,53       | 5  | 72,21 | 7  | 127,32 |
| 8                                 | Cheng Peng           | Hao Zhang           | Cina          | 195,72       | 7  | 70,59 | 8  | 125,13 |
| 9                                 | Marissa Castelli     | Simon Shnapir       | Stati Uniti   | 187,82       | 9  | 67,44 | 9  | 120,38 |
| 10                                | Vanessa James        | Morgan Ciprès       | Francia       | 179,43       | 10 | 65,36 | 11 | 114,07 |
| 11                                | Stefania Berton      | Ondřej Hotárek      | Italia        | 179,08       | 11 | 63,57 | 10 | 115,51 |
| 12                                | Felicia Zhang        | Nathan Bartholomay  | Stati Uniti   | 167,21       | 14 | 56,90 | 12 | 110,31 |
| 13                                | Maylin Wende         | Daniel Wende        | Germania      | 166,25       | 12 | 59,25 | 13 | 107,00 |
| 14                                | Paige Lawrence       | Rudi Swiegers       | Canada        | 161,98       | 13 | 58,97 | 14 | 103,01 |
| 15                                | Andrea Davidovich    | Evgeni Krasnopolski | Israele       | 147,73       | 15 | 53,38 | 15 | 94,35  |
| 16                                | Nicole Della Monica  | Matteo Guarise      | Italia        | 137,86       | 16 | 51,64 | 16 | 86,22  |
| Eliminati dopo il programma corto |                      |                     |               |              |    |       |    |        |
| 17                                | Miriam Ziegler       | Severin Kiefer      | Austria       |              | 17 | 49,62 |    |        |
| 18                                | Narumi Takahashi     | Ryūichi Kihara      | Giappone      |              | 18 | 48,45 |    |        |
| 19                                | Stacey Kemp          | David King          | Gran Bretagna |              | 19 | 44,98 |    |        |
| 20                                | Julija Lavrent'jeva  | Jurij Rudyk         | Ucraina       |              | 20 | 44,30 |    |        |